# سوزان گوکسور بجرکرهایم
سوزان گوکسور بجرکرهایم (انگلیسی: Susann Goksør Bjerkrheim؛ زادهٔ ۷ ژوئیهٔ ۱۹۷۰) بازیکن هندبال اهل نروژ است.